# Élections municipales de 2008 à Dunkerque
Les élections municipales ont lieu le 9 mars 2008 à Dunkerque.

## Mode de scrutin
Le mode de scrutin à Dunkerque est celui des villes de plus de 1 000 habitants : la liste arrivée en tête obtient la moitié des 33 sièges du conseil municipal. Le reste est réparti à la proportionnelle entre toutes les listes ayant obtenu au moins 5 % des suffrages exprimés. Un deuxième tour est organisé si aucune liste n'atteint la majorité absolue et au moins 25 % des inscrits au premier tour. Seules les listes ayant obtenu aux moins 10 % des suffrages exprimés peuvent s'y présenter. Les listes ayant obtenu au moins 5 % des suffrages exprimés peuvent fusionner avec une liste présente au second tour.

## Contexte
4ème mandat pour Michel Delebarre, une droite qui n'arrive toujours pas à se remettre des élections de 1989, et après deux poids lourds (Emmanuel Dewees et Franck Dhersin) ose le pari d'une femme Jacqueline Gabant, Pierre Yana pour le Mouvement Démocrate, la liste FN toujours présente avec Philippe Eymery , et Jacques Volant pour la liste Lutte ouvrière.

## Résultats
- Maire sortant : Michel Delebarre (PS)
- 49 sièges à pourvoir (population légale 2006 : 69 274 habitants)

| Tête de liste                                          | Tête de liste      | Liste                        | Premier tour | Premier tour | Second tour | Second tour | Sièges |  |
| Tête de liste                                          | Tête de liste      | Liste                        | Voix         | %            | Voix        | %           | Sièges |  |
| ------------------------------------------------------ | ------------------ | ---------------------------- | ------------ | ------------ | ----------- | ----------- | ------ |  |
|                                                        | Michel Delebarre * | PS-PRG-MRC-PCF-MRC-Les Verts | 16 629       | 57,54        |             |             | 40     |  |
| L'avenir nous rassemble                                |                    |                              | 16 629       | 57,54        |             |             | 40     |  |
|                                                        | Jacqueline Gabant  | UMP                          | 5 383        | 18,63        |             |             | 4      |  |
| Ensemble pour Dunkerque                                |                    |                              | 5 383        | 18,63        |             |             | 4      |  |
|                                                        | Philippe Eymery    | FN                           | 3 181        | 11,01        |             |             | 2      |  |
| Défis Dunkerquois                                      |                    |                              | 3 181        | 11,01        |             |             | 2      |  |
|                                                        | Pierre Yana        | MoDem                        | 2 231        | 7,72         |             |             | 2      |  |
| Dunkerque, Demain                                      |                    |                              | 2 231        | 7,72         |             |             | 2      |  |
|                                                        | Jacques Volant     | LO                           | 1 475        | 5,10         |             |             | 1      |  |
| Lutte ouvrière faire entendre le camp des travailleurs |                    |                              | 1 475        | 5,10         |             |             | 1      |  |
|                                                        |                    |                              |              |              |             |             |        |  |
| Inscrits                                               | Inscrits           | Inscrits                     | 48 460       | 100,00       |             |             |        |  |
| Abstentions                                            | Abstentions        | Abstentions                  | 18 637       | 38,46        |             |             |        |  |
| Votants                                                | Votants            | Votants                      | 29 823       | 61,54        |             |             |        |  |
| Blancs et nuls                                         | Blancs et nuls     | Blancs et nuls               | 924          | 1,91         |             |             |        |  |
| Exprimés                                               | Exprimés           | Exprimés                     | 28 899       | 59,63        |             |             |        |  |
| * Liste du maire sortant                               |                    |                              |              |              |             |             |        |  |

## Conseil municipal de Dunkerque de 2008 à 2014[2]
- Michel Delebarre : Député-maire de Dunkerque et Président de La Communauté urbaine de Dunkerque.

- Gérard Blanchard (Maire délégué de Mardyck).
- Christian Hutin (Député et Maire délégué de Saint-Pol-sur-Mer à partir de janvier 2011).
- Roméo Ragazzo (Maire délégué de Fort-Mardyck à partir de janvier 2011). Il est aussi Conseiller général du Canton de Grande-Synthe de 1998 à 2015.

- 1er Adjoint Alain Vanwaefelghem (Maire-adjoint de Rosendaël chargé du personnel). Il est à partir de 2011 Conseiller général du Canton de Dunkerque-Est.
- 2e Adjoint Danièle Thinon (Maire-Adjointe de Malo-les-Bains). Elle est aussi jusqu'en 2011 Conseillère générale du Canton de Dunkerque-Est.
- 3e Adjoint Marcel Lefèvre (Chargé de l’écologie urbaine, de la voirie et de l’éclairage public).
- 4e Adjoint Gracienne Damman (Maire adjointe de Dunkerque-Centre chargée des relations internationales).
- 5e Adjoint François Liber (Chargé de la santé et de la prévention).
- 6e Adjoint Wulfran Despicht (chargé des affaires sociales, dulogement et de la politique foncière). Il est aussi Vice-président du Conseil régional du Nord-Pas-de-Calais.
- 7e Adjoint Joëlle Crockey (Chargée de l’éducation primaire, des collèges et lycées et de la petite enfance). Elle est aussi Conseillère régionale du Nord-Pas-de-Calais de 2004 à 2015.
- 8e Adjoint Salim Drai (Chargé des nouvelles technologies de l’information et de la communication (NTIC)).
- 9 Adjoint Marie Fabre (Maire-Adjointe de Petite-Synthe). Elle est aussi de 2008 à  2015 Conseillère générale du Canton de Dunkerque-Ouest.
- 10e Adjoint Philippe Waghemacker (Chargé de la citoyenneté, des affaires militaires, des anciens combattants et de la sécurité publique).
- 11e Adjoint Marianne Nouveau (Chargée de la culture et de la lecture publique).
- 12e Adjoint Vincent Leignel (Chargé de l’urbanisme et de la politique foncière (urbanisme)).
- 13e Adjoint Marie-Noëlle Loger (Chargée de l’animation et des fêtes).
- 14e Adjoint Jeanne Becquet (Chargée de l’état civil et des commissions de sécurité et d’accessibilité).
- 15e Adjoint Henri Loorius (Maire-adjoint des Glacis).
- 16e Adjoint Christian Clabaux (Maire-adjoint de Dunkerque-Sud).

Dunkerque-Centre
- Claudine Ducellier Adjointe au maire (Chargée dudéplacement urbain et de Dunkerque-Centre (Soubise et Gare)).
- Georges Dairin Adjoint au maire (Chargé des affaires économiques, portuaires, de l’artisanat, du commerce, des professions libérales et de Dunkerque-Centre (secteur portuaire)).
- Bernard Dormaël Adjoint au maire (Chargé de la jeunesse, de l’enseignement supérieur, de la vie étudiante et de Dunkerque-Centre (Citadelle, Neptune)).

Rosendaël
- Claude Nicolet Adjoint au maire (Chargé de l’aide au développement,  des relations internationales, des jumelages).
- Anne-Marie Dubreucq Adjointe au maire (Chargée de la qualité du service public, de l’observation du pouvoir d’achat).

Malo-les-Bains
- Patrice Vergriete Adjoint au maire (Chargé du Sport).
- Louardi Boughedada Adjoint au maire (Chargé de la politique de la ville, de la rénovation urbaine).
- Daniel Lemang Adjoint au maire (Rapporteur général du budget, chargé de la démocratie locale).

Petite-Synthe
- Jacques Willem Adjoint au maire (Chargé des marchés publics, président de la commission d’appels d’offres).
- Zoé Carré Adjointe au maire (Chargée de la promotion de l’égalité et des droits de l’homme, de la lutte contre les discriminations).
- Fabrice Baert  Adjoint au maire (Chargé de l’animation des personnes âgées).

Dunkerque-Sud
- Karima Mahroug Adjointe au maire (chargée des cultures urbaines).

Conseillers municipaux :
- Colette Rouls
- Mario Héron
- Isabelle Sézille
- Agnès Evrard
- Véronique Mauffet
- Suzanne Vanbalinghem
- Danièle Jonvel
- Jacqueline Poignan
- Isabelle Hassani
- Cindy Bignardi

- Jacqueline Gabant Elle est aussi Conseillère régionale du Nord-Pas-de-Calais de 2010 à 2015.
- Daniel Thienpoent
- Laurence Wattre
- Pierre Leboeuf

- Philippe Eymery Il est aussi Conseiller régional du Nord-Pas-de-Calais de 2010 à 2015.
- Isabelle Michelot

- Pierre Yana
- Édith Varet

- Jacques Volant